# Адана (еялет)
37°00′00″ пн. ш. 35°19′17″ сх. д. / 37° пн. ш. 35.321333333333° сх. д.
Еялет Адана або Аданський пашалик (осман. ایالت ادنه) — адміністративно-територіальна одиниця Османської імперії. Існував у 1608—1865 з площею 29,550 км². Утворився з частини еялету Алеппо. Натепер частина південно-східної Туреччини.

## Історія
З кінця XIV ст. навколо Адани утворився самостійний туркменський (турків-кочівників) бейлік Рамазаногуллар. Тривалий час відігравав важливу роль, виконуючи роль своєрідного буфера між османською державою та Мамлюкським Єшиптом. завдяки цьому зберігав самостійність. У 1516 році він добровільно підкорився османському султану Селіму I, який у 1517 році після захоплення Єгипту, перетворив бейлік на саджак. Згодом його було приєднано до бейлербейства Алеппо. Втім санджакбеями були нащадки колишніх беїв з династії Рамазанидів. Фактично це був автономний санджак, де зберігалися традиції колишнього бейліка.
Лише у 1608 році після припинення династії Рамазанидів відбулося реформування санджаку. Його було виокремлено з Алеппського еялету, перетворено на самостійний еялет. Відтоді перетворився на звичайну провінцію, що розташовувалася у внутрішніх районах імперії. Тут протягом тривалого часу зберігалися традиційне господарство, вірування, кожен з народів зберігав свою культуру.
З кінця 1770-х років у провінції вирували повстання племен туркоманів, володарів значних тімарів та зеаметів. Аданським пашам доводилося вступати у конфлікт з санджакбеями Акки, які стали фактично незалежними. Водночас час від часу спалахували сутички з пашами Марашу. У 1827 році війська кочівників на чолі із Хаджи Алі-беком захопили Адану та значну частину еялету, не пропускаючи пашів до Адани та Дамаску. У 1828 році вдалося на деякий час приборкати туркоманів та місцевих військовиків.
На початку 1830-х років з огляду на утворення держави Мухаммеда Алі в Єгипті еялет разом з Алеппо та Дамаском перетворився на базу, звідки рушали османські війська проти єгиптян. Втім, численні поразки у 1831—1833 років від військ на чолі з Ібрагім-пашею призвели до втратити Палестини, Сирії та Кілікії. також було захоплено Аданський пашалик. за умовами договору від 4 травня 1833 року в Кютаг'ї Аданський еялет опинився під урядуванням Мухаммеда Алі. Лише у 1840 році під тиском Великої Британії, Пруссії, Російської та Австрійської імперії, що долучилися у війні на боці османських військ (нова турецько-єгипетська війна почалася у 1839 році) вдалося змусити Мухаммеда Алі відмовитися від завоювань, зокрема еялету Адана.
Війна завдала чималого лиха господарству провінції, яке до того вже перебувало в передкризовому стані, зумовленому відсталістю засобів господарювання, конкуренцією інших провінцій, втручанням європейських торговців. Складна економічна ситуація поєдналася з відновленням національного самоусвідомлення підкорених народів. У 1862 році спалахнуло повстання вірмен зейтуна, що намагалися здобути автономію. Завдяки втручанню французького імператора Наполеона III повсталим вдалося досягнути цього.
У 1865 році в рамках розпочатої адміністративно-територіальної реформи еялет Адана було приєднано до вілайєту Алеппо, а у 1869 році створено вілайєт Адана.

## Структура
У 1608 році еялет складався лише з 1 санджака — Адана. У 1610 році до нього доєднано санджаки Алайє, Тартус, Ічель. Згодом також до них долучився санджак Сіс. На 1700 рік було 5 санджаків.
У 1740 році санджак Ічель було реформовано. До еялету додано санджаки Тіяс, Анемур, Селефкех. Загалом стало 7 санджаків.

## Національно-релігійний склад
Найбільшим населенням протягом XVII ст. еялету були вірмени, що вели осілий спосіб життя. У місті Сіс розташовувалася резиденції вірменської Апостольської церкви. Турки протягом усього часу залишалися кочівниками, що мешкали навколо Адани і Тарса (10 племен), їхні нащадки стали називатися туркоманами. На півночі провінції розташовувалися невеличкі громади курдів. Араби мешкали переважно на узбережжі між містами Мерсін та Іскендерун.
Втім, поступово турецьке населення зростало, а вірменське зменшувалося. На час реформування еялету вірменів було близько 12 тис., а туркоманів, турків та курдів відповідно 60, 38,5 та 20 тис. осіб. Також значною була арабська громада — до 16 тис. Найменшу становили кілікійські греки — близько 1 тис. осіб.
Вірмени належали до Апостольської церкви. Більшість турків, туркоманів курдів та арабів були сунітами, проте існували громади алавітів та єзидів. Останні час від часу повставали проти релігійного гноблення.

## Економіка
Основу становило сільське господарства, виробництво високоякісної бавовни, розробка срібних та залізних копалень. Найбільшими центрами торгівлі та ремесла були міста Адана і Тартус. Економічні зв'язки були спрямовано насамперед до міст Малої Азії, також підтримувалася торгівля з Кіпром, Єгиптом та Сирією. Торгівлею та сільським господарством переважно займалися вірмени, а також греки. Значною статтею торгівлі був корабельний ліс та інша деревина.
Завдяки наявності значної кількості кочівників розвинулося тваринництво, насамперед вівчарство і конярство.